# Paul Peter Ewald
Paul Peter Ewald (Berlim, 23 de janeiro de 1888 — Ithaca, 22 de agosto de 1985) foi um físico estadunidense nascido na Alemanha.